# Atatürk-masken
Atatürk-masken (tyrkisk: Atatürk Maskı) er en stor buste af beton, der forestiller Mustafa Kemal Atatürk, grundlæggeren af det moderne Tyrkiet, og som befinder sig i Izmirs Buca distrikt. Skulpturen blev indviet i 2009.

## Udformning
Atatürk-masken er med en højde på 42 den højeste reliefskulptur i Tyrkiet og den tiende højeste reliefskulptur i verden. Monumentet er af beton formet på en fleksibel stålkonstruktion, der som en maske er lagt udenpå klippen.Atatürks citat "Fred Hjemme, Fred i Verden" og hans signatur er præget i nederste venstre hjørne af skulpturen.

## Historie
Billedhuggeren Harun Atalayman opførte skulpturen i perioden 2006 - 2009 efter bestilling fra Buca kommune, der ønskede et monument opført for Mustafa Kemal Atatürk.
Allerede i 2018 var skulpturen blevet så beskadiget af vejr og klima, at det var nødvendigt at restaurere den. Der måtte bedes om hjælp fra trænede bjergbestigere til at hjælpe med reparationsarbejdet, eftersom det ikke var muligt at finde en kran, der kunne nå hen til alle steder på monumentet.